# 山居歲月
《普羅旺斯的一年》（A Year in Provence），又译为《山居歲月》，是一本英國作家彼德·梅爾（Peter Mayle）於1989所出版的自傳型散文集。

## 評價
這本書敘述作者與家人（主要是他的太太和3條狗）於1986年遷居法國南部普羅旺斯省份時，第一年的生活點滴、並及當地的種種事情與習俗。書中文字雋永，筆調詼諧幽默。發行之初即獲廣大迴響，曾高據當時歐美等地非文學類暢銷書排行榜多時。
星期天泰晤士報（The Sunday Times）稱本書生動描寫當地生活與風景，讓讀者不由自主的對普羅旺斯產生熱情。星期天快報（Sunday Express）則稱讚作者引人入勝的鄉居記事，彷彿讓人親嚐那美食與美酒。

## 續集
- Toujours Provence (1991) (永遠的普羅旺斯)
- Encore Provence (1999) (安可普羅旺斯)
- French Lessons (2001) (法語課)

## 外部連結
- 互联网电影数据库（IMDb）上《山居歲月》的资料（英文）
- 开放图书馆 中的山居歲月